# Conus joliveti
Conus joliveti is een in zee levende slakkensoort uit het geslacht Conus. De slak behoort tot de familie Conidae. Conus joliveti werd in 2008 beschreven door Moolenbeek in Röckel & Bouchet. Net zoals alle soorten binnen het geslacht Conus zijn deze slakken roofzuchtig en giftig. Zij bezitten een harpoenachtige structuur waarmee ze hun prooi kunnen steken en verlammen.